# Freißenbüttel
Freißenbüttel ist eine Ortschaft der Stadt Osterholz-Scharmbeck im niedersächsischen Landkreis Osterholz.

## Geografie
Der Ort liegt rund vier Kilometer nördlich der Innenstadt von Osterholz-Scharmbeck zwischen der Bundesstraße 74 und der Bahnstrecke Bremen–Bremerhaven im Osten und der Kreisstraße 46 im Westen. Der Mühlenbach, der in der Ortslage beginnt, ist ein rechter Zufluss zur Hamme.

## Geschichte
Die ehemals selbständige Gemeinde Freißenbüttel wurde am 1. März 1974 im Zuge der Gebietsreform in Niedersachsen in die Kreisstadt Osterholz-Scharmbeck eingegliedert.

## Infrastruktur
Das Dorf verfügt über
- Vereinsheim Freißenbüttel, Heimelberg 15
- Freiwillige Feuerwehr Freißenbüttel von 1949, Westerbecker Weg 49
- Kita Freißenbüttel von 1973
- SV Arminia, Heimelberg 15, und Sportplatz
- Schieß-Sport-Club von 1964, Westerbecker Weg 69
- Bildungsstätte Bredbeck, An der Wassermühle 30

## Gebäude
- Wohn- und Wirtschaftsgebäude Heuweg 4 von 1757 in Fachwerk

## Persönlichkeiten
Personen, die mit dem Ort in Verbindung stehen
- Hans Höppner (1873–1946), Biologe, Botaniker und Entomologe, er wird auch als der Botaniker des Niederrheins bezeichnet, war Lehrer in Freißenbüttel